# Hyacinthella hispida
Hyacinthella hispida är en sparrisväxtart som först beskrevs av Jacques Étienne Gay, och fick sitt nu gällande namn av Chouard. Hyacinthella hispida ingår i släktet Hyacinthella och familjen sparrisväxter. Inga underarter finns listade i Catalogue of Life.